# Aggtelek
Aggtelek és un poble de la regió de Borsod-Abaúj-Zemplén (Hongria). És conegut per les grans coves d'estalactites del sistema cavernari de Baradla-Domica. Aquestes coves són part del paisatge de les coves càrstiques d'Aggtelek i del Carst Eslovac, que forma part de la llista de la UNESCO del Patrimoni de la Humanitat. El 2001 tenia 628 habitants.

## Localització
Aggtelek se situa al nord-oest de la ciutat de Miskolc, la tercera més gran del país, prop de la frontera amb Eslovàquia.

## Història

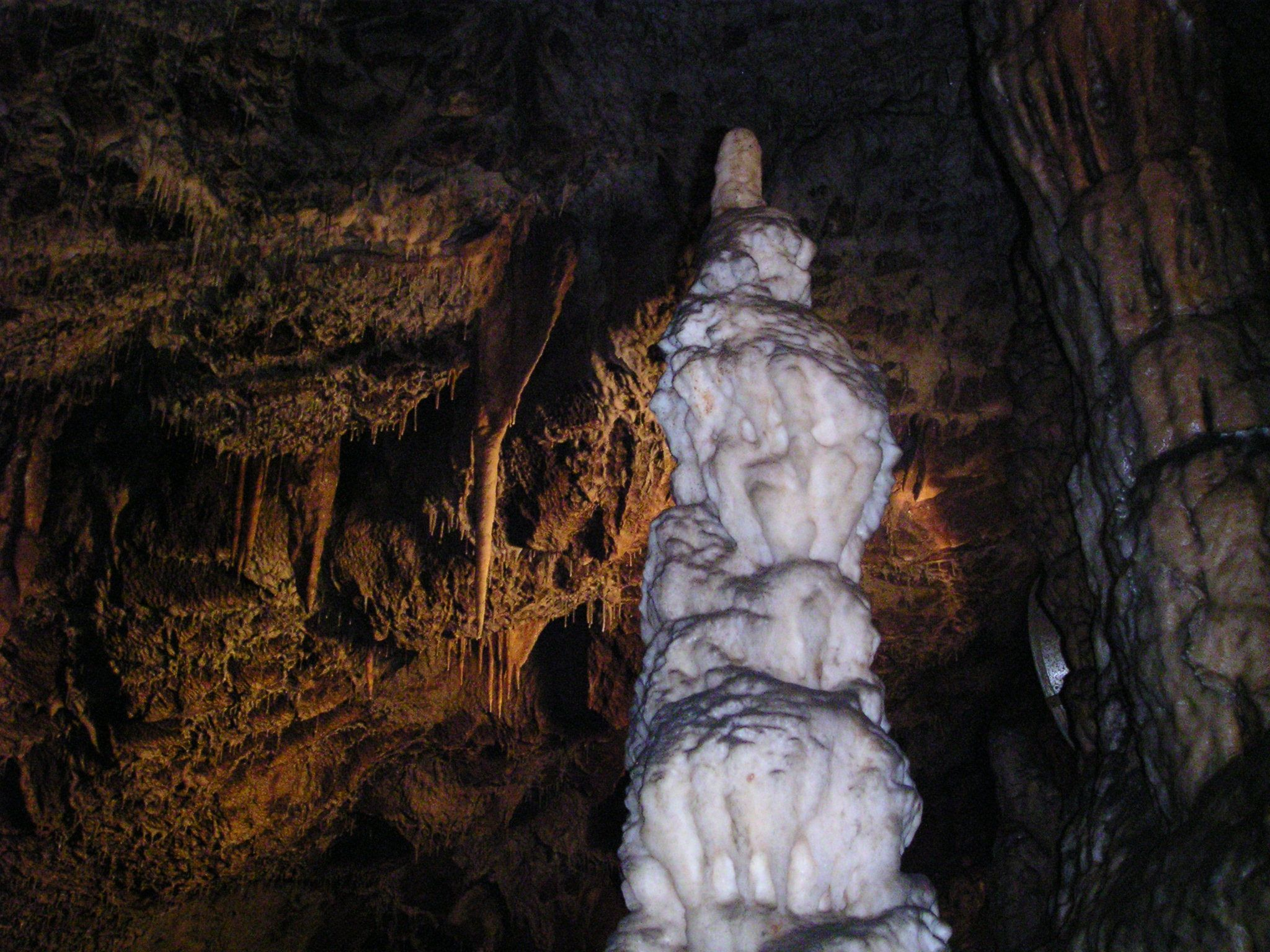
Estalactites de la cova de Baradla, a Jósvafő

La primera menció de la localitat és del 1295, amb el nom d'Ogogteluk. Arran de la invasió mongola d'Hongria al segle xiii, va romandre deserta durant molts anys.
El 1858 un incendi va destruir el poble. Durant la Segona Guerra Mundial la línia del Front Oriental va estar a prop de la localitat diverses vegades, fet que va causar terribles desperfectes.